# Iberia (flygbolag)

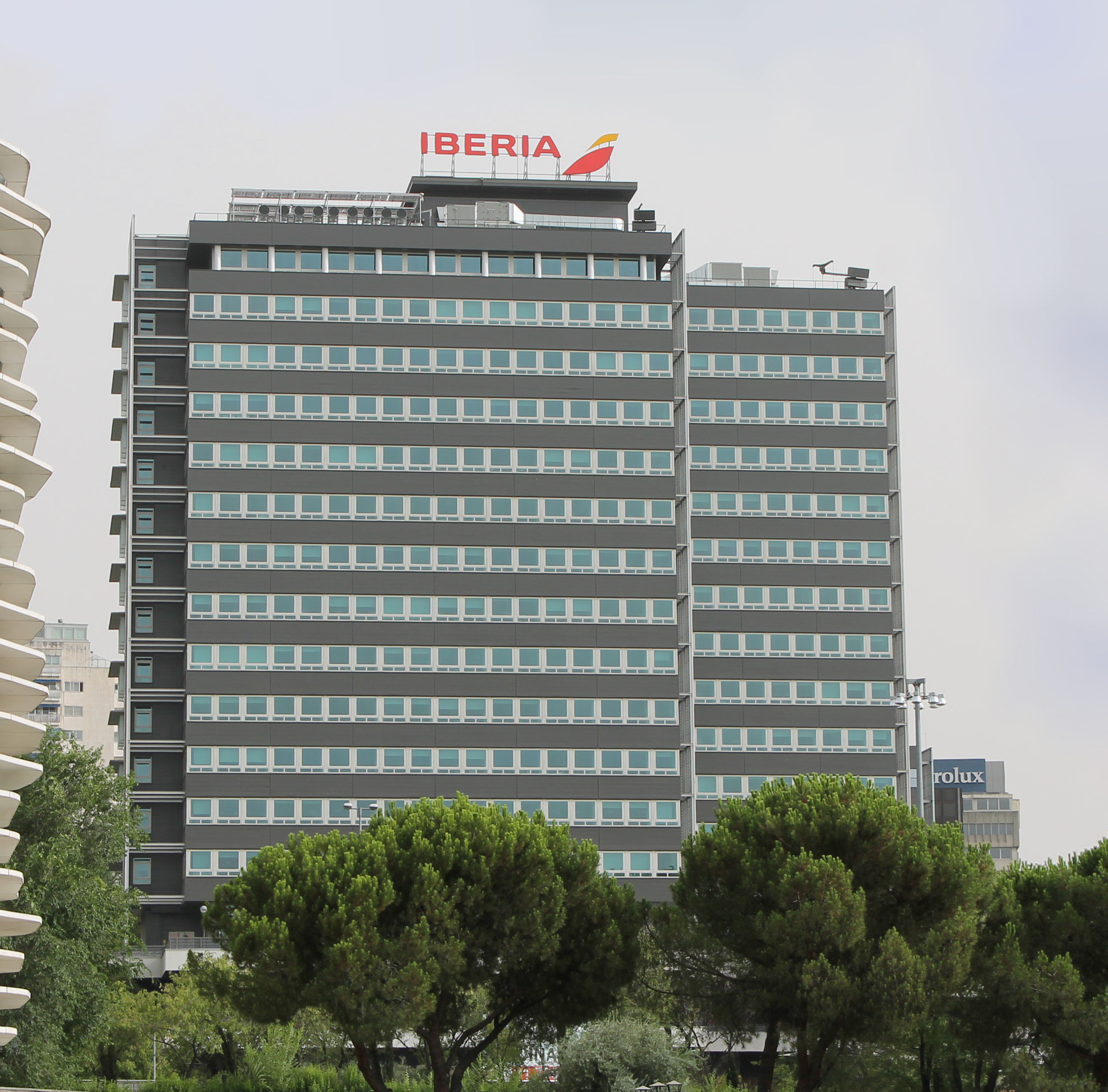
Iberias huvudkontor i Madrid.

Iberia är ett flygbolag i Spanien, och flyger till destinationer runt om i världen. Förutom resor inom Europa står även flygningar till och från Sydamerika för en stor del av trafiken.

## Flotta

### Nuvarande flotta

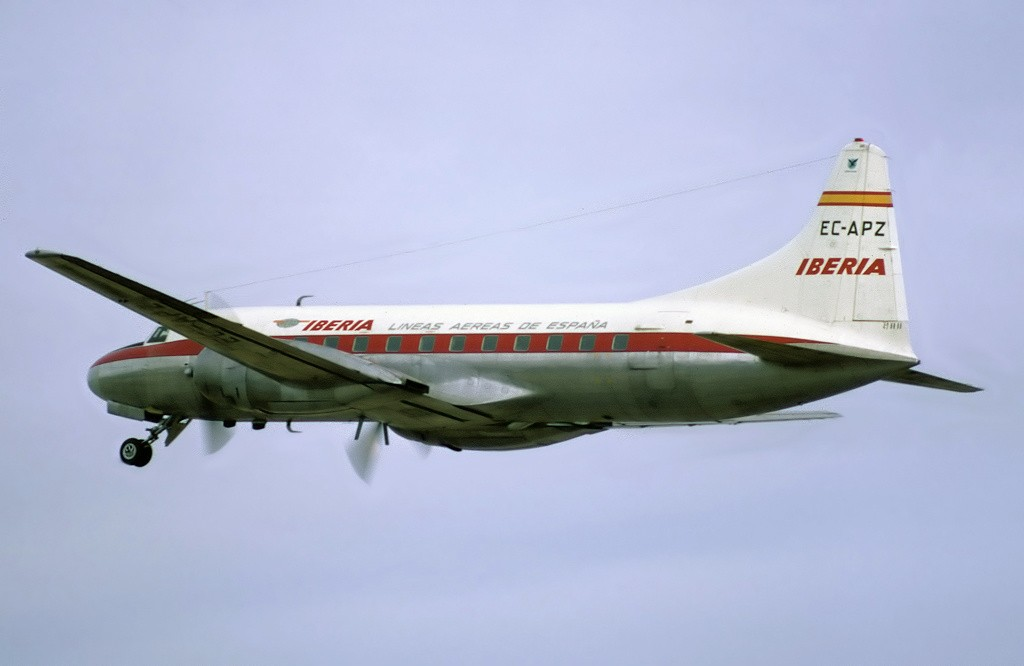
Iberia Convair 440 Metropolitan, Almeria 1971

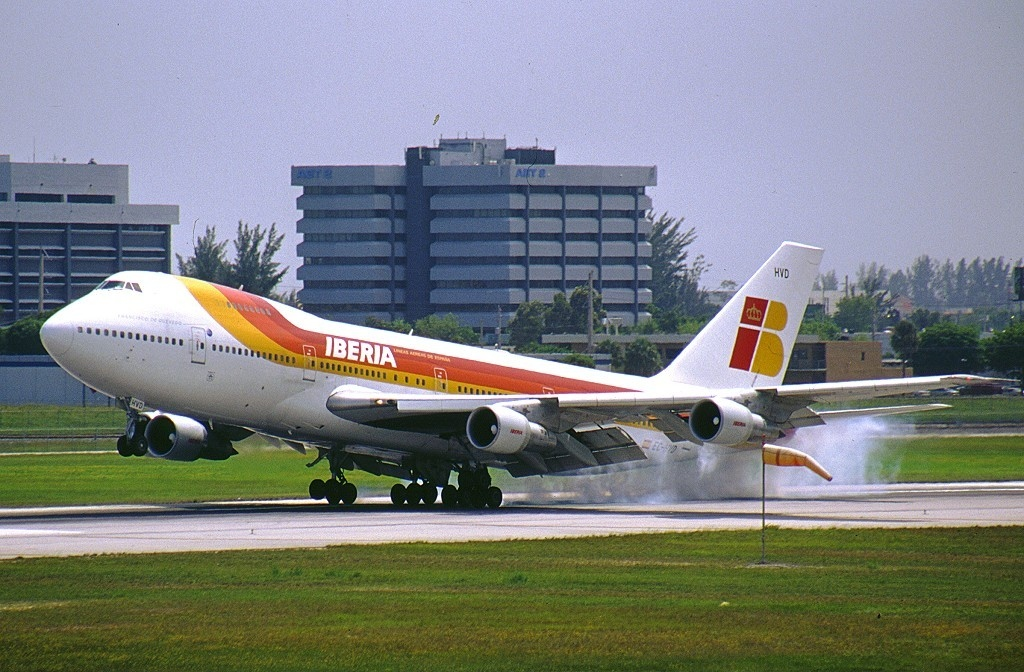
Iberia Boeing 747, Miami 2001

- Airbus A319
- Airbus A320
- Airbus A321
- Airbus A340-300
- Airbus A340-600

### Historisk flotta
Flygbolaget har tidigare flugit bl.a.:
- Airbus A300
- Boeing 727
- Boeing 747-100, -200
- Boeing 757
- Boeing 767
- Bristol 170 Freighter
- Convair 440 Metropolitan
- Douglas DC-1
- Douglas DC-2
- Douglas DC-3/C-47
- Douglas DC-4
- Douglas DC-8
- Douglas DC-9
- Douglas DC-10
- Fokker F27 Friendship
- Fokker F28 Fellowship
- Junkers Ju 52/3m & CASA 352
- Lockheed L-1049 Super Constellation
- McDonnell Douglas MD-87, MD-88
- SNCASE Languedoc
- Sud Aviation Caravelle

## Iberia Regional
Iberia har också regionala flygningar, dessa sker under namnet Iberia Regional och bedrivs av Air Nostrum.

### Flotta
- ATR 72
- Canadair CRJ 200
- Canadair CRJ 900
- Canadair CRJ1000
- BAe 146-200 (ej längre i tjänst)
- Fokker 50 (ej längre i tjänst)

## Incidenter
Iberia har haft 36 incidenter. Se mer på:
- Aviation-Saftey.net (Engelska)